# Mistrzostwa Polski w Tenisie Stołowym 1998
Mistrzostwa Polski w Tenisie Stołowym 1998 – 66. edycja mistrzostw, która odbyła się w 1998 roku w Ostródzie.

## Medaliści
| Konkurencja             | Złoty                                                                         | Srebrny                                                                        | Brązowy |
| Gra pojedyncza mężczyzn | Lucjan Błaszczyk (Zugbrücke Grenzau)                                          | Tomasz Krzeszewski (Würzburger Hofbräu)                                        | Piotr Skierski (Helga Hanower) Michał Dziubański (Helga Hanower)                                                                                      |
| Gra pojedyncza kobiet   | Paulina Narkiewicz (AZS Częstochowa)                                          | Agnieszka Gieraga-Barczuk (Siarka Tarnobrzeg)                                  | Wanda Lityńska-Sydorenko (Siarka Tarnobrzeg) Anna Januszyk (Siarka Tarnobrzeg)                                                                        |
| Gra podwójna mężczyzn   | Lucjan Błaszczyk (Zugbrücke Grenzau) Tomasz Krzeszewski (Würzburger Hofbräu)  | Michał Dziubański (Helga Hanower) Krzysztof Kaczmarek (Odra Księginice)        | Grzegorz Adamiak (TKS Piaseczno) Leszek Kucharski (Pogoń Lębork) Marcin Kusiński (KS Piaseczno) Piotr Skierski (Helga Hanower)                        |
| Gra podwójna kobiet     | Paulina Narkiewicz (AZS Częstochowa) Jolanta Langosz-Pękała (AZS Częstochowa) | Anna Januszyk (Siarka Tarnobrzeg) Wanda Lityńska-Sydorenko (Siarka Tarnobrzeg) | Agnieszka Gieraga-Barczuk (Siarka Tarnobrzeg) Dorota Nowacka (Noteć Inowrocław) Izabela Frączak (Zagrodniki Łódź) Kinga Stefańska (Siarka Tarnobrzeg) |
| Gra mieszana            | Lucjan Błaszczyk (Zugbrücke Grenzau) Jolanta Langosz-Pękała (AZS Częstochowa) | Piotr Skierski (Helga Hannover) Dorota Nowacka (Noteć Inowrocław)              | Marcin Kusiński (KS Piaseczno) Wanda Lityńska-Sydorenko (Siarka Tarnobrzeg) Dariusz Kich (AZS Gdańsk) Wioletta Matus (Bronowianka Kraków)             |